# Separations
《Separations》는 영국의 록 밴드 펄프의 세 번째 스튜디오 음반으로, 1992년 6월 19일, 파이어 레코드에서 발매되었다.

## 발매 및 여파
| 전문가 평가 | 전문가 평가 |
| 평가 점수   | 평가 점수   |
| 출처        | 점수        |
| ----------- | ----------- |
| AllMusic    | [ 2 ]       |
| Pitchfork   | (6.7/10)    |
| Q           | Oct. 2000   |
| Uncut       | [ 4 ]       |

1989년에 녹음된 이 음반은 독립 음반사인 파이어 레코드에 의해 1992년에 뒤늦게 발매되었으며, 1991년에 이미 로즈버드 레코드에서 프랑스에서 발매되었다. 음반의 후반부에 수록된 곡들은 일렉트로닉 신스팝과 실험적인 애시드 하우스 스타일까지 다양하며, 전반부에는 펄프의 80년대 후반 음악보다 더 전형적인 곡들이 수록되어 있다.
이 음반은 2012년 파이어에 의해 1983년의 《It》, 1987년의 《Freaks》와 함께 재발매되었다. 첫 번째 발매일은 2011년 8월 8일이었고 2012년 2월 13일에 드디어 음반이 나왔기 때문에 이번 재발매에는 몇 번의 지연이 필요했다. 그 사이에 발표된 발표는 음반들이 트랙 리스트에 추가될 새로운 보너스 트랙과 음악 저널리스트 에버렛 트루의 새로운 삽화와 라이너 노트들로 리마스터 될 것이라고 밝혔다.
이번 재발매에서는 2005년 셰필드 저널리스트 마틴 릴커의 저서 《Beats Working for a Living》에 수록된 CD로만 발매된 〈Death Comes to Town〉을 들을 수 있는 기회가 주어진다. 이 22곡짜리 CD는 이 책에 수록된 몇몇 밴드의 희귀곡들을 수록했다.
〈Death Goes to the Disco〉와 〈Is This House?〉는 각각 〈Death Comes To Town〉과 〈This House Is Condemned〉를 리믹스한 곡이다.
2012년 판의 보너스 트랙 〈Is This House?〉에는 라벨이 잘못 붙어 있다. 이 트랙은 〈My Legendary Girlfriend〉 싱글에서 따온 것으로, 패럿 & 윈스턴의 〈This House Is Condemned〉라는 곡의 리믹스 두 곡을 찾을 수 있지만, 사실은 단순히 〈This House Is Condemned (Remix)〉라는 제목의 리믹스이다.

## 곡 목록
모든 곡들은 특별한 언급이 없는 한 자비스 코커에 의해 작사/작곡하였다.
| #  | 제목                           | 재생 시간 |
| -- | ------------------------------ | --------- |
| 1. | 〈Love Is Blind〉              | 5:45      |
| 2. | 〈Don't You Want Me Anymore?〉 | 3:52      |
| 3. | 〈She's Dead〉                 | 5:09      |
| 4. | 〈Separations〉                | 4:45      |
| 5. | 〈Down by the River〉          | 3:39      |

| #  | 제목                        | 작사·작곡   | 재생 시간 |
| -- | --------------------------- | ----------- | --------- |
| 6. | 〈Countdown〉               |             | 5:07      |
| 7. | 〈My Legendary Girlfriend〉 |             | 6:51      |
| 8. | 〈Death II〉                |             | 5:36      |
| 9. | 〈This House is Condemned〉 | 러셀 시니어 | 7:52      |